# Pontus Wernbloom
Pontus Anders Mikael Wernbloom (ur. 25 czerwca 1986 w Kungälv) – były szwedzki piłkarz grający na pozycji defensywnego pomocnika.

## Kariera klubowa
Karierę piłkarską Wernbloom rozpoczął w klubie Herrljunga SK.
W 2004 roku odszedł do grającego w pierwszej lidze IFK Göteborg, gdzie przez półtora roku był zawodnikiem drużyny młodzieżowej IFK. 13 sierpnia 2005 roku zadebiutował w IFK w zremisowanym (0:0) domowym spotkaniu z Kalmar FF, a 23 października 2005 strzelił pierwszego gola w lidze, w meczu z Landskroną BoIS (4:2). W 2007 roku wywalczył mistrzostwo Szwecji oraz wystąpił w finale Pucharu Szwecji.
W kwietniu 2009, za kwotę 2,5 miliona euro, przeniósł się do mistrza Holandii – AZ Alkmaar. W styczniu 2012, Szwed, podpisał kontrakt z moskiewskim CSKA. Podczas sześcioletniego pobytu w klubie zdobył z klubem trzy mistrzostwa kraju, dwa Superpuchary i jeden Puchar Rosji. W czasie gry dla klubu wystawiany był na wielu pozycjach od środkowego obrońcy, po środkowego napastnika, zyskując tym uznanie kibiców klubu.
Latem 2018 roku podpisał kontrakt z greckim PAOKiem Saloniki, gdzie występował przez kolejne półotra roku.
W sierpniu 2020, po jedenastu latach wrócił do swojego pierwszego klubu – IFK Göteborg.
W lipcu 2021 roku zakończył karierę piłkarską.

## Kariera reprezentacyjna
W latach 2006–2009 był członkiem reprezentacji Szwecji U-21, z którą zdobył brązowy medal na Mistrzostwach Europy U-21 w 2009 roku.
W dorosłej reprezentacji Szwecji, zadebiutował 18 stycznia 2007 roku w towarzyskim meczu z Ekwadorem (1:2).
Uczestnik dwóch turniejów o Mistrzostwo Europy w 2012 (12 minut gry w ostatnim spotkaniu przeciwko Francji 2:0) i 2016 roku (bez gier).
Łącznie dla reprezentacji Trzech Koron rozegrał 51 spotkań i zdobył 2 gole – obie bramki dla reprezentacji zdobył w meczu z Węgrami w spotkaniu eliminacyjnym do Euro 2012.

## Sukcesy

### Klubowe
IFK Göteborg
- Allsvenskan: 2007
- Puchar Szwecji: 2008
- Superpuchar Szwecji: 2008

AZ Alkmaar
- Superpuchar Holandii: 2009

CSKA Moskwa
- Primjer-Liga: 2012/13, 2013/14, 2015/16
- Puchar Rosji: 2012/13
- Superpuchar Rosji: 2013, 2014

PAOK Saloniki
- Super League: 2018/19
- Puchar Grecji: 2018/19

### Reprezentacyjne
Szwecja U21
- Brązowy medal Mistrzostw Europy U-21: 2009